# Janina Suchorzewska
Janina Stefania Suchorzewska, z domu Tatarkiewicz pseudonim Myszka (ur. 31 marca 1930 w Warszawie, zm. 20 kwietnia 2021 w Gdyni) – polska anestezjolożka, prof. dr n.med., harcerka, uczestniczka powstania warszawskiego.

## Życiorys
Była córką Zofii oraz warszawskiego adwokata Jana Tatarkiewicza, bratanicą historyka filozofii Władysława Tatarkiewicza. W 1942 została członkinią Szarych Szeregów. Uczestniczyła w powstaniu warszawskim. Obroniła pracę doktorską, następnie uzyskała stopień doktora habilitowanego. Została zatrudniona na stanowisku profesora i kierowniczki w Katedrze Anestezjologii i Intensywnej Terapii na Wydziale Lekarskim Akademii Medycznej w Gdańsku. Była profesorem nadzwyczajnym w Zakładzie Etyki na Wydziale Lekarskim z Oddziałem Stomatologicznym Gdańskiego Uniwersytetu Medycznego. Wśród wypromowanych przez nią doktorów znaleźli się, m.in.: Maria Wujtewicz (1985), Andrzej Basiński (1989), Romuald Lango (1998), Anna Paprocka-Lipińska (1999).
Ratowała rannych w czasie wydarzeń grudniowych w 1970, w czasie stanu wojennego chroniła opozycjonistów przed aresztowaniami.
Zmarła 20 kwietnia 2021 w wieku 91 lat. Pochowana na cmentarzu katolickim w Sopocie (kwatera B4, rząd L).

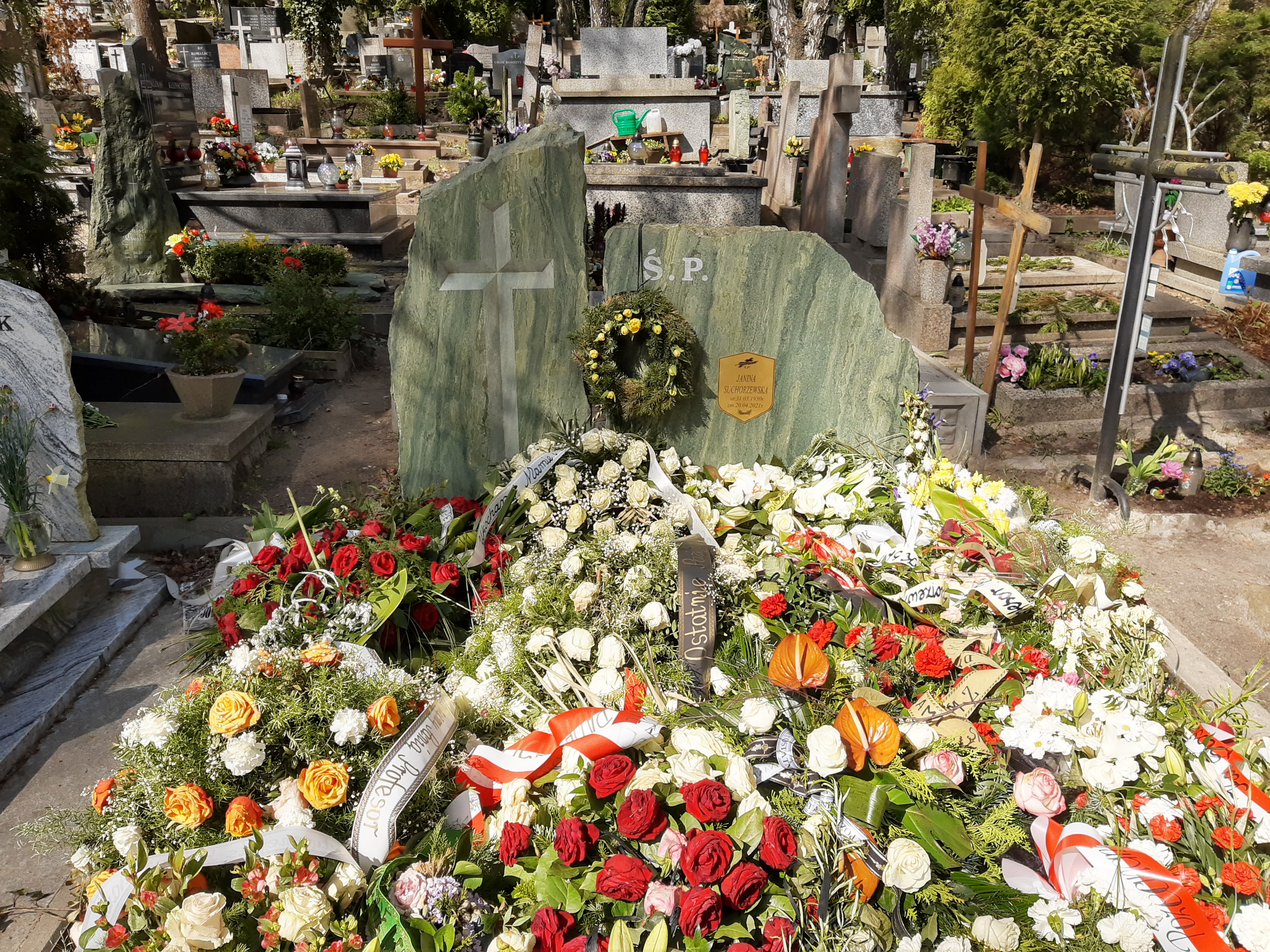
Grób prof. Janiny Suchorzewskiej na cmentarzu katolickim w Sopocie

## Odznaczenia
- Odznaka Honorowa Polskiego Czerwonego Krzyża (1959, 1970)
- Złoty Krzyż Krzyż Zasługi (1989)
- Medal Komisji Edukacji Narodowej (2000)[7]
- Krzyż Kawalerski Orderu Odrodzenia Polski (2001)[8]